# علیرضا تنگسیری
علیرضا تنگسیری (زادهٔ ۱۳۴۱ تنگستان) دریادار سپاه پاسداران انقلاب اسلامی است که از ۱۳۹۷ به‌عنوان ششمین فرمانده نیروی دریایی سپاه پاسداران فعالیت می‌کند.
تنگسیری از ۱۳۸۵ تا ۱۳۸۹ فرماندهی منطقه یکم دریایی سپاه پاسداران را برعهده داشت و در فاصله سال‌های ۱۳۸۹ تا ۱۳۹۷ جانشین فرمانده نیروی دریایی سپاه پاسداران بود. نام او در ۱۳۹۸ از سوی دولت ایالات متحده به‌دلیل «فعالیت‌های مخرب» سپاه پاسداران در فهرست تحریم‌ها قرار گرفت. ۲۰ ژوئیه ۲۰۲۳ اتحادیه اروپا تنگسیری را به دلیل دست داشتن در ارسال سامانه‌های دفاع هوایی به سوریه و تحویل پهپاد به روسیه تحریم کرد.

## زندگی‌نامه

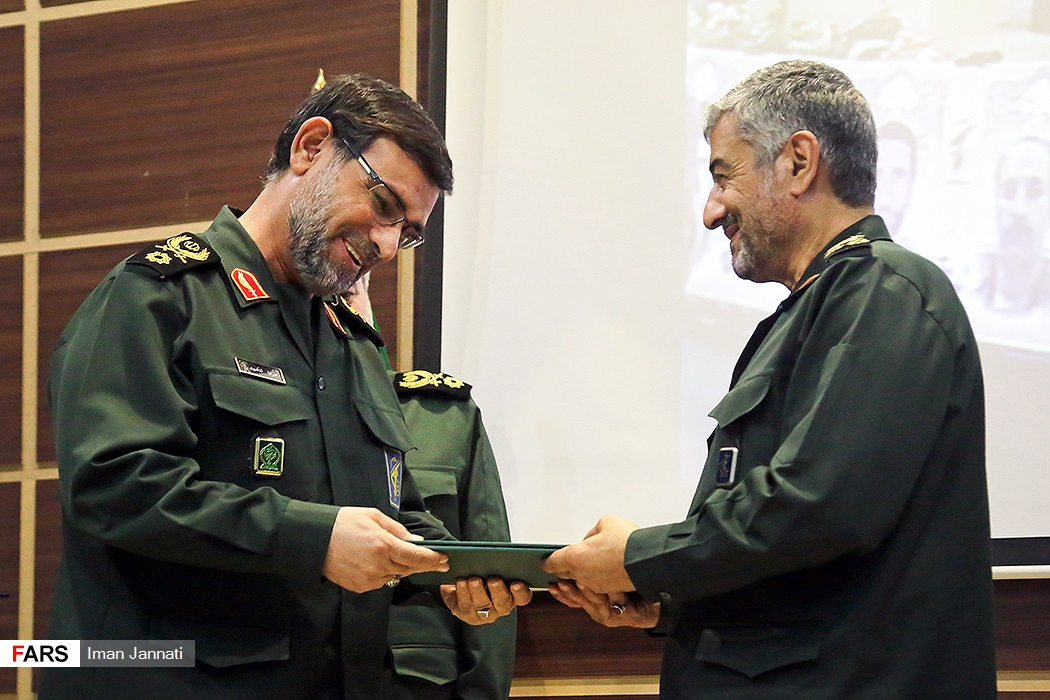
علیرضا تنگسیری (سمت چپ) در کنار محمدعلی جعفری، در مراسم تودیع و معارفه فرمانده نیروی دریایی سپاه پاسداران، شهریور ۱۳۹۷ در مشهد

علیرضا تنگسیری زاده ۱۳۴۱ در استان بوشهر در بخش ساحلی شهرستان تنگستان است که به دلیل موقعیت شغلی پدرش در منطقه اروند کنار، به استان خوزستان مهاجرت کردند.

## سوابق
- فرمانده منطقه یکم (بندرعباس) نیروی دریایی سپاه پاسداران انقلاب اسلامی[۸]
- جانشین فرمانده نیروی دریایی سپاه پاسداران انقلاب اسلامی از ۳۰ خرداد ۱۳۸۹ تا ۱ شهریور ۱۳۹۷ (۸ سال)[۹]
- فرمانده نیروی دریایی سپاه پاسداران انقلاب اسلامی از ۱ شهریور ۱۳۹۷ تاکنون[۲]

## اظهارنظرها

### مواجه با نیروهای آمریکایی
علیرضا تنگسیری در مورد مواجه با نیروی‌های آمریکایی در خلیج فارس در مصاحبهٔ با شبکه العالم گفت:
«در اسلام مماشات نفی شده است. ما از راهبرد خود یک قدم عقب ننشستیم. هر شناوری که وارد خلیج فارس می‌شود و از تنگه هرمز عبور می‌کند، جز وظایف ماست که این شناور را کنترل کنیم.»

## تحریم‌ها
- ۲۴ ژوئن ۲۰۱۹ وزارت خارجه آمریکا هشت فرمانده سپاه پاسداران را به دلیل نقش آفرینی و دخالت آنها در برنامه موشکی تحریک‌آمیز و خرابکاری در کشتی‌های تجاری در آب‌های بین‌المللی تحریم کرد.[۳]
- پنج‌شنبه ۲۰ ژوئیه ۲۰۲۳ اتحادیه اروپا شش مقام جمهوری اسلامی از جمله علیرضا تنگسیری را به دلیل دست داشتن در ارسال سامانه‌های دفاع هوایی به سوریه و تحویل پهپاد به روسیه در فهرست تحریم‌های خود قرار داد. این تحریم‌ها شامل محدودیت سفر به کشورهای اتحادیه اروپا و مسدود کردن دارایی‌های افرادی که در برنامه پهپاد جمهوری اسلامی دست داشته‌اند، می‌باشد. همین‌طور شهروندان و شرکت‌های اتحادیه اروپا از تبادلات مالی با آن‌ها منع خواهند شد.[۴]